# Muir Beach
Muir Beach ist ein census-designated place (CDP) in Marin County im US-Bundesstaat Kalifornien mit 304 Einwohnern (Stand: 2020). Der nach dem amerikanischen Wissenschaftler und Naturschützer John Muir benannte Ort liegt an der Küste des Pazifik, etwa 16,5 Meilen (26,6 Kilometer) nordwestlich von San Francisco und 2 Meilen (3 Kilometer) nördlich des Eingangs zum Schutzgebiet Muir Woods National Monument. Mit seinem Sandstrand ist Muir Beach ein beliebtes Ausflugsziel für Touristen und Bewohner der San Francisco Bay Area.

## Bevölkerung
Beim United States Census 2010, einer Volkszählung zum Stichtag 1. April 2010, wurden 310 Einwohner ermittelt. Größte Bevölkerungsgruppe sind die Weißen mit einem Anteil von 91,3 %. Hinzu kommen 3,9 % Asiaten, 2,3 % Hispanics oder Latinos, 1,6 % Afroamerikaner und 2,6 % Mischlinge.
Diese verteilen sich auf 141 Haushalte und 86 Familien. Von den Haushalten weisen 19,1 % Kinder im Alter von unter 18 Jahren auf. 56,0 % der Haushalte bestehen aus verheirateten Paaren unterschiedlichen Geschlechts, 11,3 % bestehen aus alleinstehenden Frauen und 16,3 % aus alleinstehenden Männern. 

## Muir Beach Overlook
Am nördlichen Rand von Muir Beach, hoch über den Klippen der Pazifikküste und direkt an der Küstenstraße California State Route 1, liegt der Aussichtspunkt Muir Beach Overlook. Muir Beach Overlook ist Teil der Golden Gate National Recreation Area und enthält die Ruinen ehemaliger Stellungen der amerikanischen Küstenartillerie. Während des Zweiten Weltkrieges und insbesondere nach dem Angriff auf Pearl Harbor schützten diese Stellungen den Küstenstreifen nördlich von San Francisco vor einem möglichen Angriff der Kaiserlich Japanischen Marine.

## Ansichten

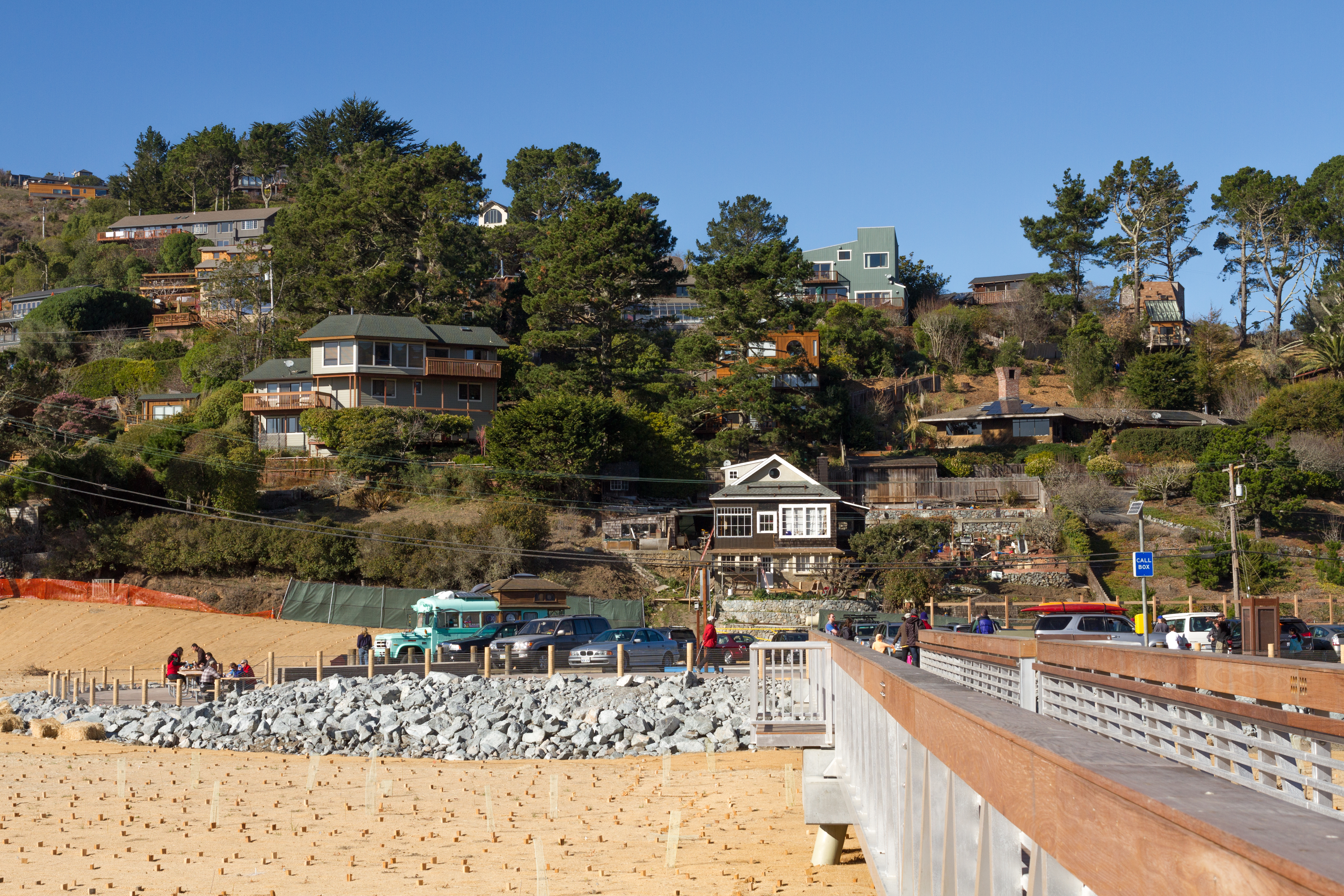
Muir Beach am Tag der Wiedereröffnung des Parkplatzes am 28. Dezember 2013
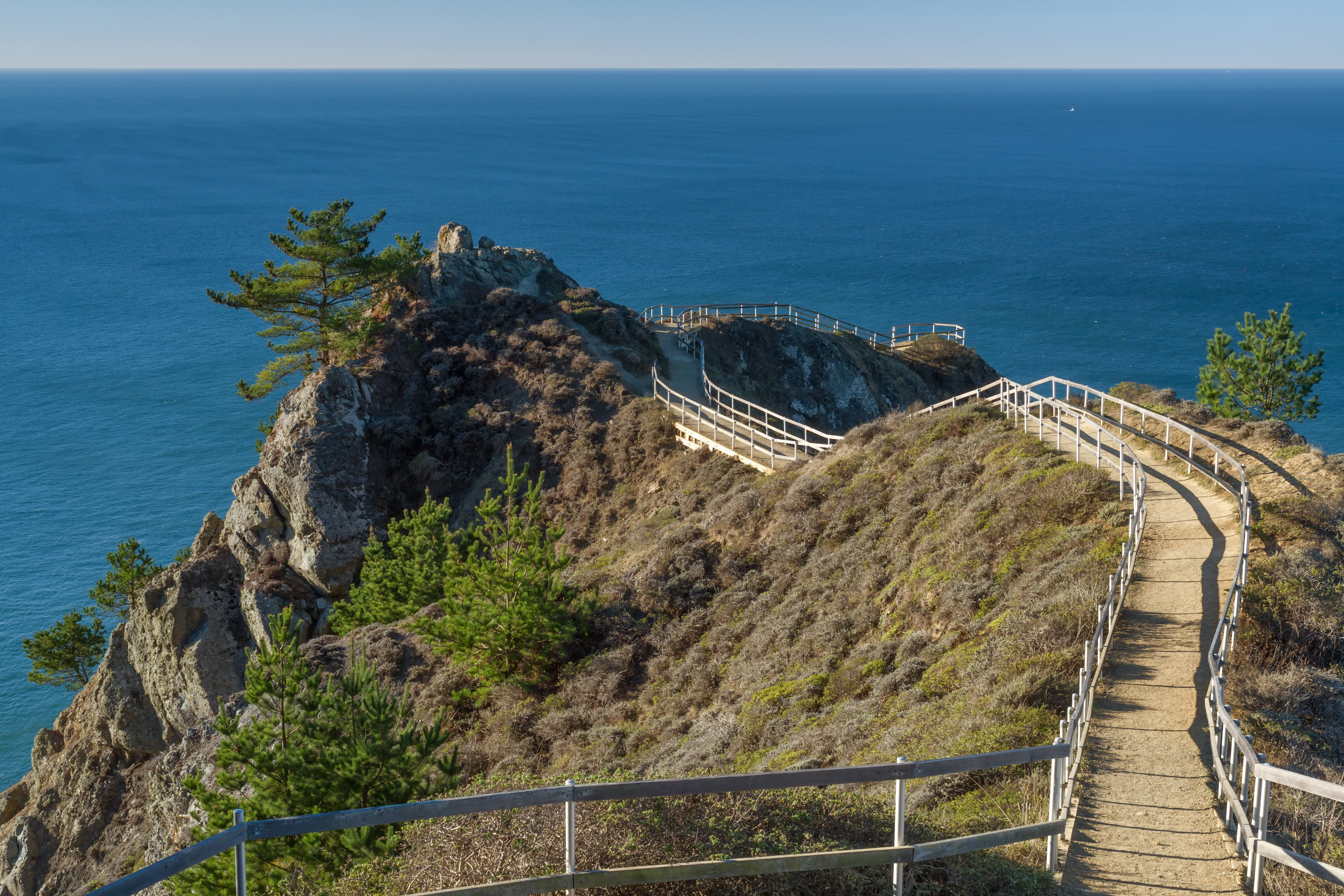
Muir Beach Overlook
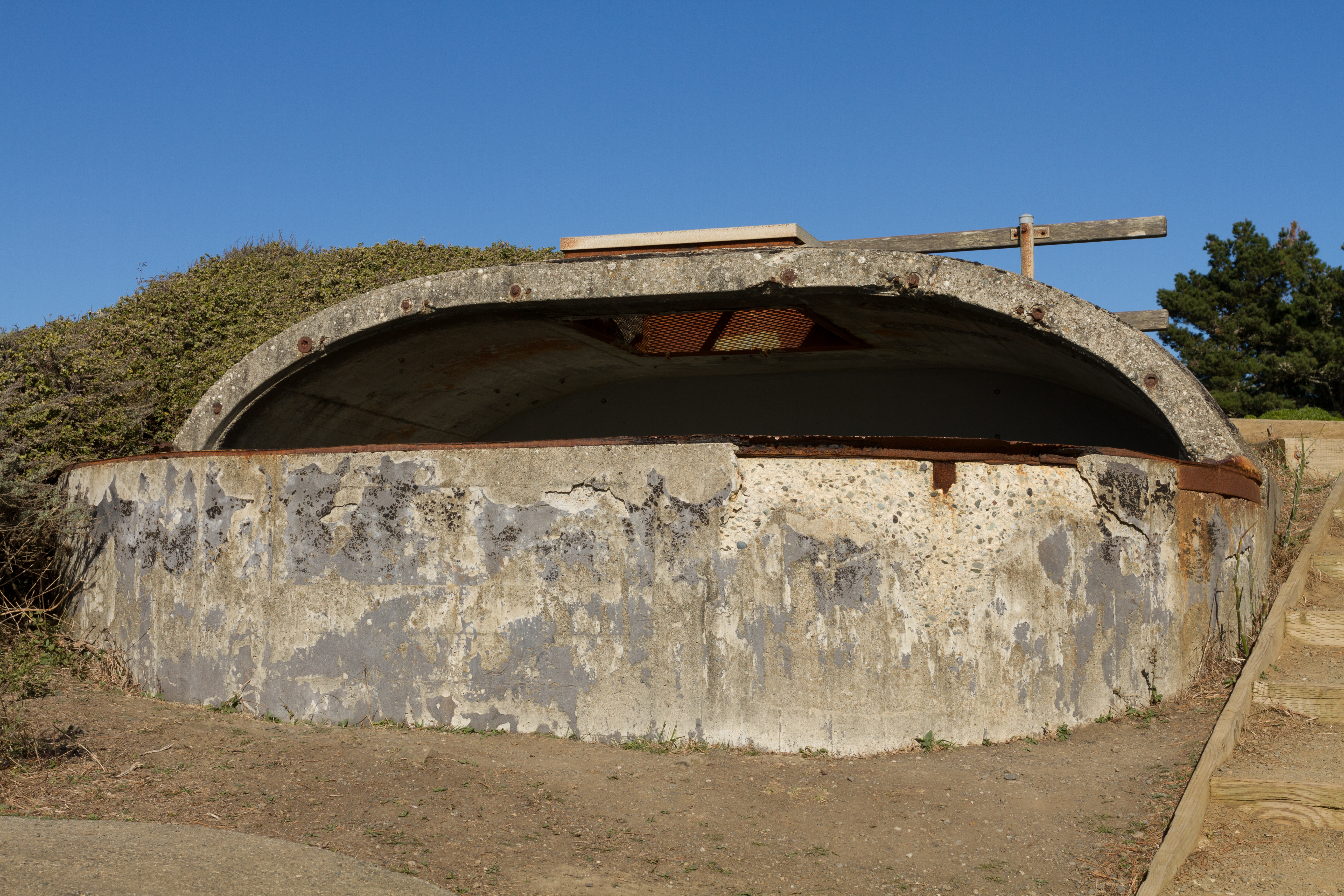
Eine der ehemaligen Stellungen der amerikanischen Küstenartillerie am Muir Beach Overlook